# Субоцкий, Михаил Матвеевич
Михаил Матвеевич Субоцкий (1900 — 16 июня 1938) — советский военачальник, бригадный комиссар, начальник политотдела бригады крейсеров Черноморского флота ВМФ СССР.

## Биография
Родился в 1900 году в городе Рязани в семье владельца аптеки Матвея Михайловича Субоцкого. Еврей. Брат-близнец Лев Матвеевич Субоцкий (1900—1959) — диввоенюрист, писатель, главный редактор «Литературной газеты».
Окончил гимназию в 1917 году. С 1916 года занимался журналистикой. В Красной армии с 1918 года (с перерывами). Член ВКП(б) с ноября 1919 года (бывший член Партии левых эсеров).
После Гражданской войны на ответственных должностях политсостава РККА. С июля 1922 года — старший редактор Высшего военно-редакционного совета. С июля 1924 года — военный прокурор 2-го стрелкового корпуса и Московского гарнизона. Затем до октября 1928 года был старшим помощником военного прокурора Московского военного округа. С октября 1928 года — начальник агитационно-пропагандистского отдела политического управления Белорусского военного округа.
В 1930 году окончил КУВНАС при Военной академии имени М. В. Фрунзе. В мае 1930 года назначен начальником сектора агитации и массовых мероприятий политического управления Белорусского военного округа. С июля того же года — военный комиссар и начальник политотдела 8-й Минской стрелковой дивизии. С марта 1931 года — помощник командира по политической части и начальник политотдела той же дивизии. В августе 1931 года назначен на должность начальника сектора печати отдела агитации и пропаганды (затем отдела культуры и пропаганды) Политуправления РККА. С июля 1932 года — заместитель начальника того же отдела Политуправления РККА. С марта 1935 г. — военный комиссар и начальник политотдела бригады крейсеров Черноморского флота. Бригадный комиссар (1936).

Делегаты Белорусского военного округа на XVI съезде ВКП(б), 1930 г. В нижнем ряду в центре: Субоцкий М. М.

Арестован 10 июня 1937 г. Военной коллегией Верховного Суда СССР 16 июня 1938 г. по обвинению в участии в военном заговоре приговорён к расстрелу. Приговор приведён в исполнение в тот же день. Определением Военной коллегии Верховного Суда СССР от 24 октября 1957 г. реабилитирован.